# Pròtesi
|  | Per a altres significats, vegeu «Pròtesi (lingüística)». |

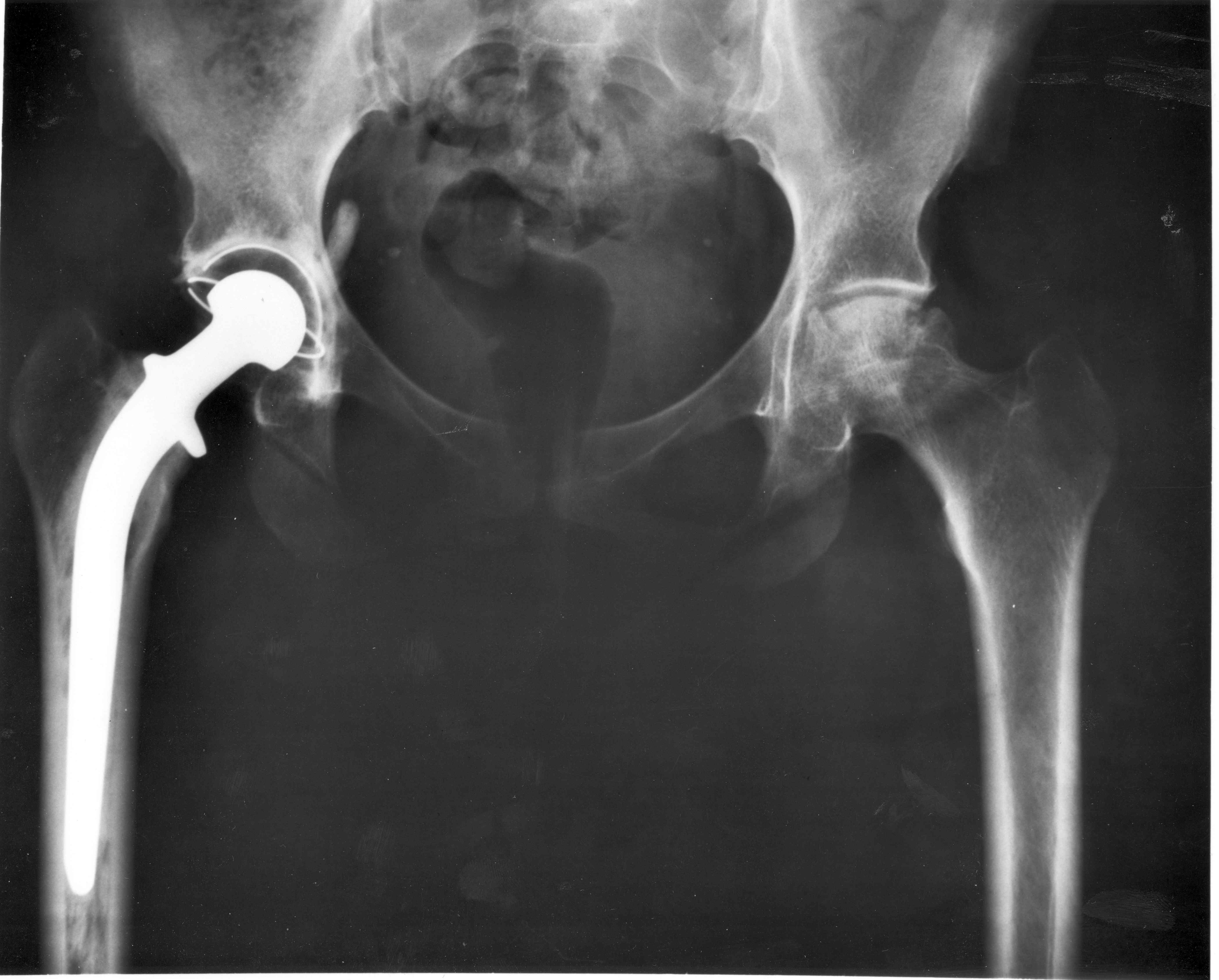
Radiografia d'una pròtesi de maluc col·locada quirúrgicament

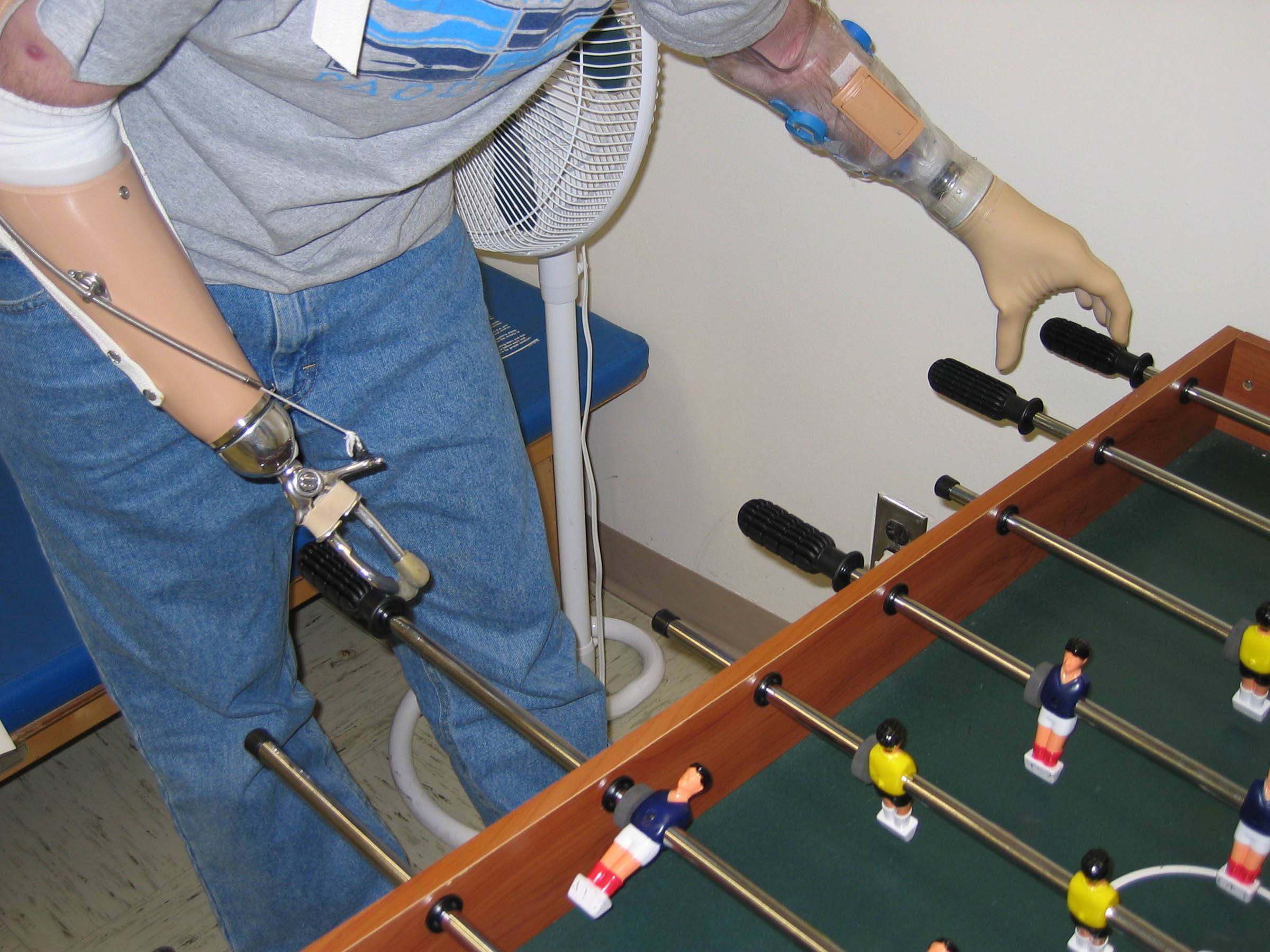
Demostració d'una persona amb dos membres protètics jugant al futbolí.

La pròtesi és una extensió artificial que substitueix o proveeix una part del cos que falta per diverses raons. El principal objectiu d'una pròtesi és substituir una part del cos que hagi estat perduda per una amputació, danyada per una malaltia o que no existeixi a causa d'agenèsia, complint les mateixes funcions que la part que falta, com les cames artificials o les pròtesis dentals fixes o amovibles. A més se sol utilitzar amb fins estètics com les pròtesis oculars de vidre o metacrilat, o per suplir el cos de funcions de les que no té naturalment, com les pròtesis mamàries usades en mastoplàstia d'augment i cirurgia de reassignació de sexe o de transgenerisme. S'empren freqüentment en diferents tipus d'artroplàsties, com ara l'artroplàstia de maluc o de genoll. En anaplastologia, les pròtesis craniofacials serveixen per millorar l'aspecte de persones greument desfigurades. Les pròtesis fonatòries permeten mantenir la veu de les persones que han estat sotmeses a una laringectomia total, amb una qualitat acceptable. El disseny de dispositius biònics pot ser de gran utilitat per millorar els resultats funcionals obtinguts fins ara en aquest camp. Avui dia, la tecnologia d'impressió en 3D s'utilitza per fabricar pròtesis menys costoses i altament personalitzades; per exemple, les que es fan servir en la reconstrucció del pavelló auricular. És habitual confondre un aparell ortopèdic (ortesi) amb una pròtesi, utilitzant tots dos termes indistintament.
Una de les pròtesis més antigues que es conserven (feta ca. l'any 1.000 aC) és la d'un dit gros del peu, elaborada amb fusta i cuir, trobada en una mòmia de l'Imperi Nou d'Egipte. També s'han localitzat ponts dentals corresponents a diverses èpoques de l'antic Egipte.
És cèlebre el cas del cavaller del Sacre Imperi Romanogermànic i mercenari renaixentista Götz von Berlichingen. Durant el setge de Landshut (1504), una bala de canó li arrencà el braç dret per sota del colze. Per continuar amb la seva activitat guerrera va encarregar a un ferrer local la construcció d'una pròtesi capaç de brandir una espasa. Després d'algunes batalles emprant dificultosament aquesta primera "ma de ferro" de disseny molt simple, von Berlichingen volgué una pròtesi més funcional i va aconseguir el 1530 que un fabricant d'armadures de Francònia li fes un complex dispositiu mecànic amb tres articulacions individuals a quatre dits de la ma i dues al polze, el qual permetia escriure amb ploma i usar les regnes del cavall.
Ambroise Paré va crear diverses pròtesis per les extremitats inferiors i les superiors. Entre elles destaca una ma mecànica amb ressorts i engranatges, anomenada Le Petit Lorrain, que fou emprada en combat per un capità francès cap a l'any 1550.